# 走饭
马洁（1990年1月16日—2012年3月17日），女，网名“走饭”，全称“行尸走饭”，生前系南京金陵科技学院江宁校区金融专业大四学生，是一名重度的抑郁症患者，于2012年3月17日在金陵科技学院宿舍自缢身亡，死后因在新浪微博留言“我有抑郁症，所以就去死一死，没什么重要的原因，大家不必在意我的离开。拜拜啦。”迅速在微博传播。

## 走饭体
走饭在微博上创作了很多文字小品，因独特的叙述风格和忧伤的气质，被网友称为走饭体：
```
躲了一辈子的雨，雨会不会很伤心

出书的会不会讨厌我这种人，每次都是摸摸封面，摸摸封底，看看价格，然后放回去

小学时我妈的要求是90分以上，初中时我妈的要求是70分以上，高中时我妈的要求是及格就好，现在我妈的要求是活着，提出这些要求对一些母亲很难，但我妈做到了，我妈真得很棒！

很少找我妈说人际关系的烦心事，她总是说，让我忍，让我随便人家，不要理人家，可我宁愿有个人跟我说，我帮你杀了他，然后我说不用不用我忍忍就好了

```

## 后续
走饭的微博被广泛传播后引发许多网友关注，有网友将其微博当作树洞和日记簿，在评论中进行宣泄和表达。其中有一部分网友展现出了自杀倾向。中科院互联网心理危机（自杀）监测预警中心利用人工智能，在评论中检索出有自杀意念趋向的网友，由特定账户进行私信推送心理危机干预资源。目前，该检索技术准确率达到92.2%。